# American Society of Criminology
American Society of Criminology (ASC) är en internationell organisation vars medlemmar bedriver professionell, akademisk eller vetenskaplig forskning inom, eller mätningar av, brottslighet och unga lagöverträdare, dess etiologi och konsekvenser, hur det kan förebyggas, kontrolleras och hanteras. Föreningen grundades i Berkeley, Kalifornien, december 1941 och världens största organisation för kriminologer i bred bemärkelse. ASC ger ut två tidskrifter Criminology och Criminology & Public Policy, samt nyhetsbrevet The Criminologist.

## Medlemmar
American Society of Criminolog har uppemot 3 500 medlemmar (från 50 olika länder) varav ungefär 65 procent av medlemmarna är professorer vid universitet som forskar inom samhälls- och beteendevetenskapsbaserad kriminologisk forskning. Studenterna omfattar ungefär 25 procent av medlemmarna. De resterade 10 procenten utgörs av offentlig- och privatanställda. ASC är en öppen organisation som låter den som är intresserad av att bidra med kriminologisk kunskap att bli medlem. Det hålls årligt möte som lockar ungefär 2 800 personer från 35 olika länder.

## Publikationer
American Society of Criminology ger ut två vetenskapliga tidskrifter och ett nyhetsbrev.

### Criminology
Criminology utkommer i fyra gånger per år och är tvärvetenskaplig tidskrift som publicerades första gången 1963. Tidskriften betraktas allmänt som den ledande tidskriften på området och behandlar brottslighet och avvikande beteende som kommit fram inom bland annat sociologi, psykologi och annan teoribildning om brottslighet och straffrättskipning. Fokus för innehållet är vetenskaplig metod och empirisk forskning där grundforskningsartiklar prioriteras. Även artiklar om nya angreppssätt inom äldre forskning ges utrymme i tidskriften.

### Criminology & Public Policy
Tidskriften Criminology & Public Policy (CPP) har publicerats sedan 2001. Tidningens innehåll utgörs främst av studier om brottslighet och rättsliga policys i syfte att stärka den empiriska forskningens roll i framtagandet av policys på området. En artikel i CCP skall inte bara presentera resultat utan skall även utforska policykonsekvenserna av resultatet:
- Empirisk utvärdering av straffrättspolicys och praxis
- Visa på vetenskapligt stöd för policy- och praxisförändring
- Genomgång av nu gällande forskning utifrån ett policyperspektiv

CPP publicerar även debattartiklar som tar sin utgångspunkt i och i direkt anslutning till forskningsartiklar som publiceras i tidningen.

### The Criminologist
Nyhetsbrevet The Criminologist kommer ut sex gånger per år och har till syfte att fungera som en kanal för information till medlemmarna om föreningsaktiviteter, nyheter rörande straffrättsliga evenemang och andra typer av nyheter som kan vara av intresse.